# Maytenus verticillata
Maytenus verticillata là một loài thực vật có hoa trong họ Dây gối. Loài này được (Ruiz & Pav.) DC. mô tả khoa học đầu tiên năm 1825.